# Саня (песня)
«Са́ня» — шуточная песня минской группы Rockerjoker, написанная в 2010 году Михеем Носороговым и Максимом Сирым. Исполнена двумя вокалистами с аранжировкой, сделанной с помощью небольшой акустической гитары укулеле и  баяна. В центе сюжета композиции — некий Саня, которого родственники и друзья уговаривают остаться с ними, тот в итоге соглашается. Стилистически песня отсылается к кабацко-пабным музыкальным традициям, сами авторы характеризуют её жанр как «алко-буги».

## Отношение к выборам
«Саня» получил большую известность благодаря совпадению с президентскими выборами в Белоруссии, где главным кандидатом выступал действующий президент Александр Лукашенко, часто обвиняемый в нечестной предвыборной борьбе. Песня появилась в ротации радиостанций за несколько недель до начала голосования, сразу же став очень популярной и вызвав значительный резонанс среди оппозиционно настроенной общественности. Как передал портал TUT.BY, в их редакцию поступили сообщения о том, что представители правительства заставили белорусские радиостанции обеспечить трансляцию песни «Саня» группы «Рокер-джокер». Сайт утверждает, что некоторые редакторы станций подтвердили эти данные — Министерство информации «настойчиво рекомендовало» руководству крупнейших FM-радиостанций страны ставить песню «Саня» в прайм-тайм и не менее семи раз в сутки. При этом начальник управления электронными СМИ Мининформа Владимир Ядренцев заявил, что подобная информация — «ерунда». Позже, тем не менее, представители станций признались, что получили ещё один звонок, отменяющий «неофициальный приказ».
Сами музыканты категорически отвергают какую-либо политическую подоплёку в своём творчестве: «Я не подписывался за кандидатов и вообще не решил, пойду ли на выборы. До политики нам нет никакого дела. Мы поём о том, что видим в окне. Пусть кто-то напрягается, а мы будем радоваться», — прокомментировал ситуацию один из участников дуэта Михей Носорогов. «Это песня-шутка, хотя можете считать её провокацией, если угодно», — добавил второй музыкант Макс Сирый. Позже появилась информация, что в действительности песня была посвящена Александру Богданову, продюсеру и другу группы, Rockerjocker написали её специально ко дню рождения товарища.
Николай Статкевич, соперник Лукашенко по выборам, в интервью радиостанции «Голос России» критиковал своего оппонента, используя слова из песни: «Саня останется с нами, потому что он должен еще ответить на вопросы следствия».

## Отражение в культуре
Примечательно, что вскоре в сети стали появляться различные пародии, выражающие диаметрально противоположное отношение к «Сане». Например, неизвестный музыкант под псевдонимом «Poperjocker» (вероятнее всего, прообразом для этого псевдонима послужило название «Rockerjocker») записал композицию «Саня уедет в Гаагу», где в том же стиле напеваются следующие слова: «Саня, оставь нас в покое, куда-нибудь съедь». На Авторадио появилась пародия в исполнении комик-группы «Мурзилки International», где данная композиция смешана с песней из фильма «Карнавальная ночь» — «Ах, Таня, Таня, Танечка» композитора Анатолия Лепина.
В передаче «Хоккей России» телеканала «Россия-2», выпуске за 20 октября 2011 года, песня использовалась как шуточный саундтрек к ситуации, сложившейся в отношениях между хоккейным клубом «Салават Юлаев» (Уфа) и его игроком Александром Радуловым.

## Экранизация
Телекомпанией ОНТ на песню был снят видеоклип, названием в котором стала строчка из припева «Саня останется с нами». Кроме музыкантов группы, в кадре появляются также девушки в национальных костюмах — атрибут любых государственных мероприятий. До этого существовал менее качественный клип, снятый в домашних условиях на любительскую камеру — именно он впервые попал в сеть и вызвал в широких кругах массовые обсуждения, потом вместо него стали использовать современный вариант канала ОНТ.

## Отзывы и критика
- Известный белорусский культуролог Максим Жбанков[бел.] сравнил композицию с творчеством Тома Уэйтса и «Ленинграда», назвав её «взрывающей привычный культурный расклад», а также «нишевым продуктом для продвинутой публики»[13]. Российский критик Алексей Экслер отметил на своём сайте, что «песня классная, если не вдумываться в слова»[14]. Композитор Олег Сорокин, автор хита «Слушай батьку», назвал песню «несусветной гадостью», отнёсся к ней резко отрицательно из-за присутствующих в тексте «неприятных подколок»[15].
- В октябре 2012 года представители польской оппозиционной партии «Право и справедливость» из-за песни «Саня останется с нами» выступили против того, чтобы в Польше проводился концерт «RockerJoker»[16].